# 宽尾斜齿鲨
宽尾斜齿鲨（学名：Scoliodon laticaudus），異名尖头斜齿鲨（学名：Scoliodon sorrakowah），为軟骨魚綱真鯊目真鲨科斜齿鲨属的鱼类。1838年，由德國生物學家約翰內斯·彼得·穆勒(Johannes Peter Müller) 和弗里德里希·古斯塔夫·雅各布·亨利(Friedrich Gustav Jakob Henle) 在Systematische Beschreibung der Plagiostomen 中發表了對本種的第一個科學描述。

## 分布
此魚分佈於西太平洋及印度洋沿岸海域，包括東非、阿曼、印度、斯里蘭卡、孟加拉灣、越南、泰國、緬甸、台灣、中國、日本、菲律賓、印尼、馬來西亞、及澳洲等地。最常見產地為印度。香港漁民亦稱之為尖鯊或竹鯊。

## 深度
水深10至50公尺。

## 特徵
本魚體呈紡錘型，吻長而側扁，嘴向下，眼睛及鼻孔小，嘴角位於眼睛後方，且嘴角處的皺紋不發達，上顎約有25-33排牙齒，下顎約有24-34排牙齒，每顆牙齒都有一個細長、刀片狀、傾斜的尖端，沒有鋸齒。背鰭2個，第一背鰭之後端到達或超越腹鰭基底終點上方；胸鰭起點在第五鰓裂之正下方或略前。體側上半淡灰褐色，下半部灰白色，各鰭皆較體色暗。體長可達100公分。

## 生態
本魚棲息在溫帶、熱帶的礁岩區，成群活動，屬肉食性，以魚類、甲殼動物、軟體動物等為食，卵胎生，雌魚妊娠期長達5-6個月，每次可產下6至18尾幼魚，幼魚出生時體長為12-15公分，雄魚的壽命可能為5年，雌魚的壽命為6年。

## 經濟利用
為高經濟價值的食用魚，常使用浮動和固定刺網、延繩釣、底網、魚陷阱、拖網和鉤線來捕獲，魚肉紅燒或做成魚丸、魚鬆，魚翅可用於製作魚翅湯或可加工成魚粉。另可用冰醋酸加工以獲得凝膠粉末，用作穀類食品中的蛋白質補充劑、包裝海鮮的可生物降解薄膜或香腸和其他食品中的粘合劑。

## 扩展阅读
維基物種上的相關：宽尾斜齿鲨